# Golden Spike Ostrava

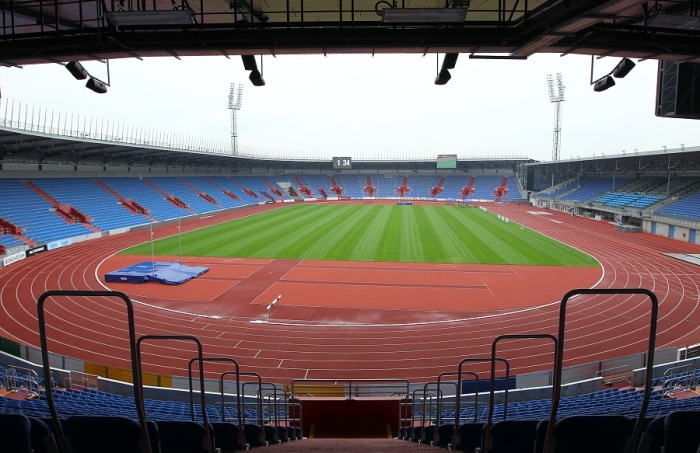
Městský Stadion

O Golden Spike Ostrava é um meeting de atletismo que se desenrola todos os anos em Ostrava, República Checa, desde 1961. Faz parte atualmente da IAAF World Challenge e é sediado no Městský Stadion, em regra acontece sempre em maio ou junho.